# 胡吉镇
胡吉镇，是中华人民共和国河南省周口市商水县下辖的一个乡镇级行政单位。

## 行政区划
胡吉镇下辖以下地区：
东胡村、前张村、后张庄村、前沟刘村、后刘村、省庄村、东陈庄村、南岭村、中岭村、东拐村、北岭村、西胡村、北康庄村、张岗村、韩屯村、刘屯村、康老家村、上下许寨村、夏闫庄村、西王庄村、夏老村、沈李家村、尚贺村、党冯村、尚庄村、北陈庄村、南康村和蔡庄集村。